# Michael Kightly
Michael Kightly, né le 24 janvier 1986 à Basildon, est un footballeur anglais qui évolue au poste de milieu de terrain.

## Ses débuts
Kightly commence le football avec l'équipe de Tottenham Hotspur à l'âge de 14 ans, mais n'est pas prolongé par le club londonien. Lors de la saison 2001-2003, il joue pour le club de sa ville, Basildon United. De 2003 à 2005, il joue pour Southend United, et est signé par le club non-league Grays Athletic en Conference National, avec lequel il gagne la FA Trophy en 2006.

## Wolverhampton
En novembre 2007, Kightly est prêté pendant deux mois à Wolverhampton, en Division 2, lors d'une crise temporaire au club. Pendant ce temps, les médias le surnomment « le Ryan Giggs de football non-league ». En janvier 2007, après deux buts en cinq matchs, il est acheté par le club pour une somme de 20 000 livres sterling, et signe un contrat de deux ans et demi. Depuis cette date, il a pas mal de succès au Molineux Stadium.
Le 11 octobre 2011, il est prêté pour un mois à Watford

## Après les Wolves
Le 31 janvier 2017, il est prêté au Burton Albion.

## Carrière internationale
Kightly rejoint l'Angleterre espoirs en 2007, et joue la première partie du match contre la Roumanie.

## Palmarès
- Wolverhampton Wanderers
  - Champion d'Angleterre de D2 en 2009.
- Burnley FC
  - Champion d'Angleterre de D2 en 2016.